# Меривейл (Крайстчерч)
Меривейл (англ. Merivale) — пригород Крайстчерча в Новой Зеландии, расположенный к северу от городского центра. Как и прочие пригороды Крайстчерча, Меривейл не имеет чётко обозначенных границ, однако Управление статистики Новой Зеландии в целях статистического анализа определяет Меривейл в пределах улиц Хитон-стрит (англ. Heaton Street), ограничивающей пригород с севера, Папануи-роуд (англ. Papanui Road) с востока, Харпер-авеню (англ. Harper Avenue) и Били-авеню (англ. Bealey Avenue) с юга, Россолл-стрит (англ. Rossall Street) с запада.

## История
В 1851 году Шарлотт Джексон (англ. Charlotte Jackson) из Рагби прибыла в Новую Зеландию и получила в собственность два участка земли, общей площадью 100 акров, расположенных от нынешней Меривейл-лейн (англ. Merivale Lane) до Айкменс-роуд (англ. Aikmans Road) и от Папануи-роуд (англ. Papanui Road) до Баундери-роуд (англ. Boundary Road). Свой участок она назвала «Меревейл». Её родственник, преподобный Томас Джексон (англ. Thomas Jackson) был в то время викарием Меревейла, села, расположенного неподалёку от Адерстона в графстве Уорикшир. В декабре 1859 года Шарлотт Джексон продала северные 50 акров земли капитану Т. Уизерсу (англ. T. H. Withers) из Дептфорда, а в 1862 году продала южные 50 акров Уильяму Сефтону Мурхаусу. Мурхаус построил имение на ферме Меревейл, половину которого и по сей день можно увидеть на Нейсби-стрит 31 (англ. Naseby Street). Впоследствии владельцами этой недвижимости были Джон Томас Пикок и Чарльз Льюисон.
На пересечении Папануи-роуд (англ. Papanui Road) и Били-авеню (англ. Bealey Avenue) с 1865 года стоял отель. В 1906 году для Международной выставки в Новой Зеландии на этом месте был построен отель Карлтон. Отель был снесён в апреле 2011 года.

## Современность
Меривейл сохранил большую часть очарования и грациозности раннего периода застройки. Здесь всё ещё есть несколько узких улиц и переулков тех времён, а многие оригинальные коттеджи были восстановлены. Неподалёку от города расположен торговый комплекс, в котором есть супермаркет, бутики и элитные магазины. В основном Меривейл считается спальным районом.
В Меривейле есть школа-пансионат для девочек, Ранги-Руру и колледж Святой Маргариты для девочек.